# Zmeu (dispozitiv de zbor)

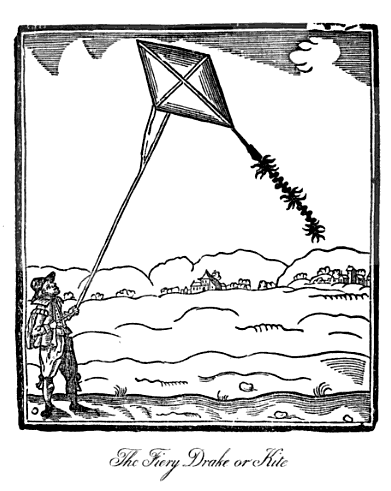
Zmeu reprezentat în cartea Misterele naturii și ale artei, de John Bate, în 1635

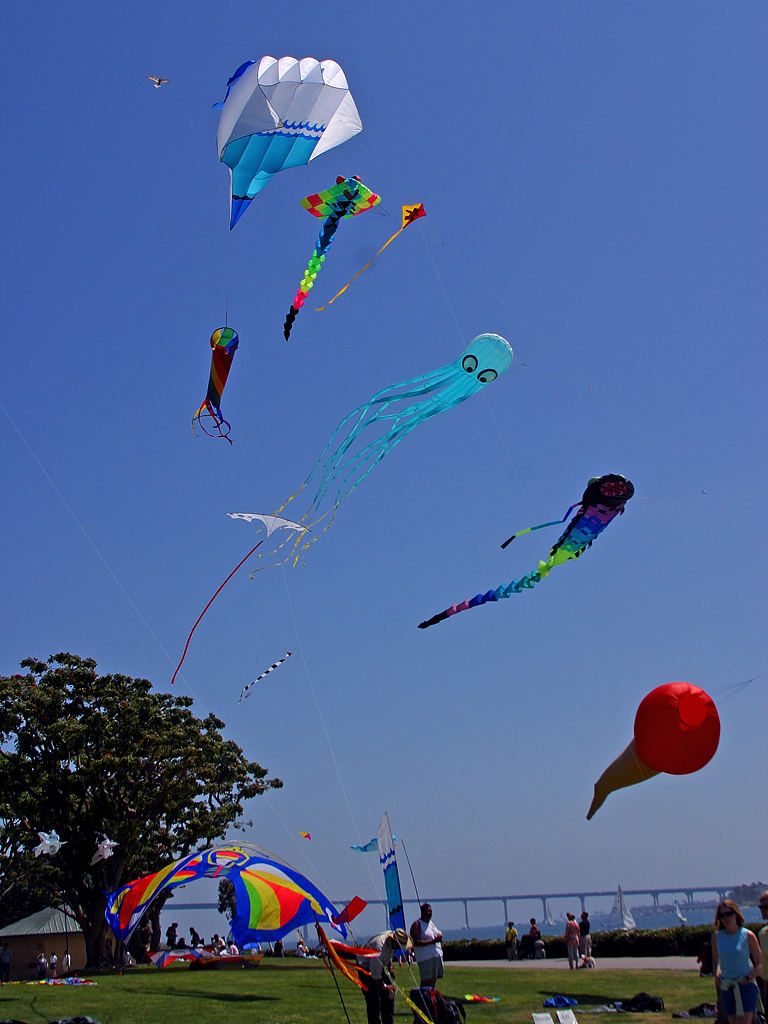

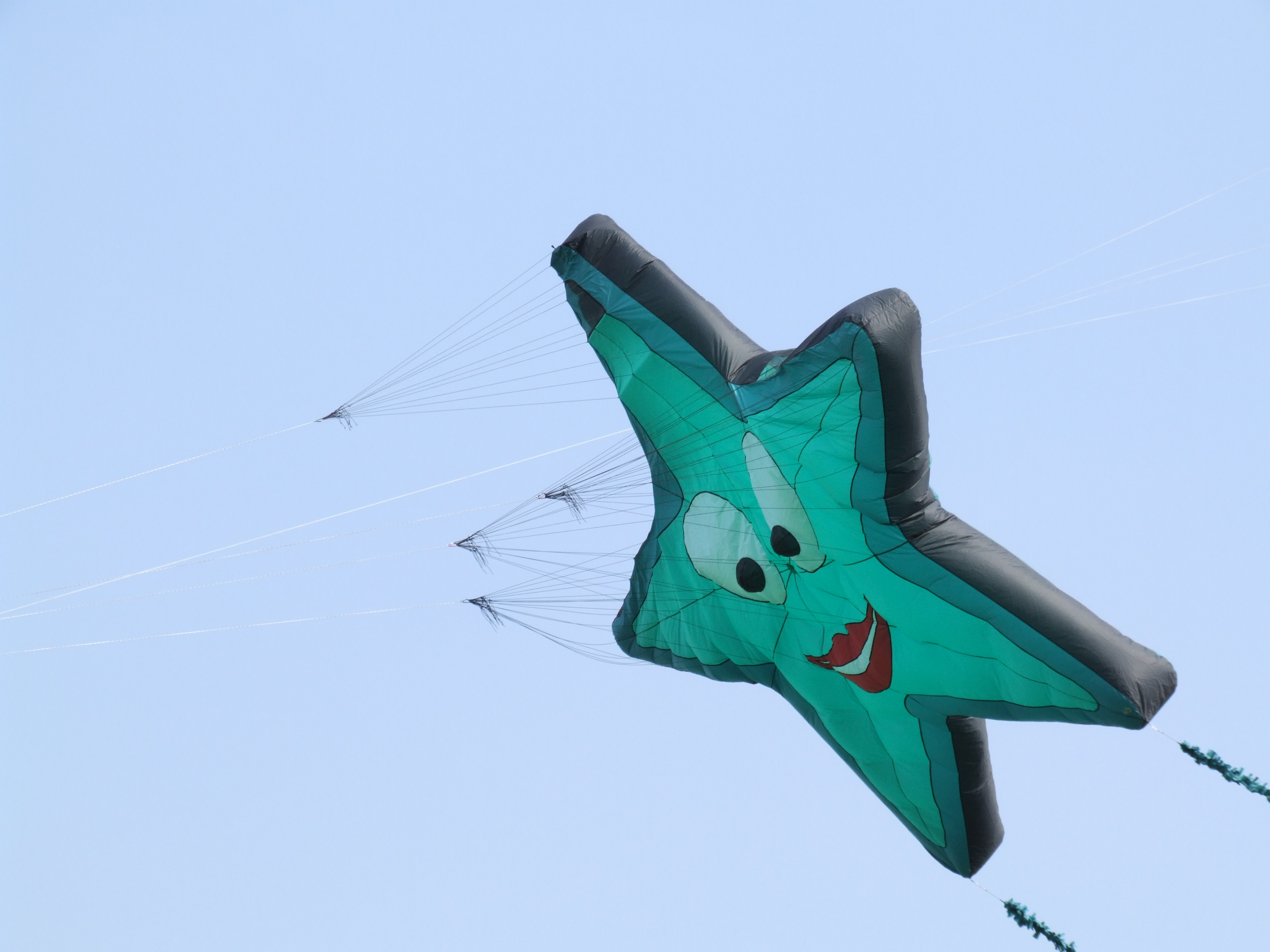
foae

Un zmeu este un dispozitiv de zbor realizat dintr-o bucată de hârtie sau din pânză fixată pe un cadru dreptunghiular de lemn, care, ținută de o sfoară lungă, se înalță în aer, când bate vântul.